# Rendez-vous (film, 1985)
Pour les articles homonymes, voir Rendez-vous.
Pour plus de détails, voir Fiche technique et Distribution.
Rendez-vous est un film français réalisé par André Téchiné, sorti en 1985.

## Synopsis
Une jeune comédienne, Nina, monte à Paris et trouve à se loger chez deux jeunes gens, Paulot et Quentin. Elle s'éprend de Quentin, un homme ténébreux et ambigu, avec des manies suicidaires, qui joue dans des spectacles érotiques, tandis que Paulot l'aime en secret. 
Alors que Quentin sort de chez Nina, il est écrasé par une voiture et meurt brutalement.

## Fiche technique
- Titre : Rendez-vous
- Scénario : André Téchiné et Olivier Assayas
- Réalisation : André Téchiné
- Production : Alain Terzian
- Assistants réalisateur : Michel Béna, Bruno Herbulot et Philippe Landoulsi
- Musique : Philippe Sarde
- Photographie : Renato Berta
- Montage : Martine Giordano
- Direction artistique : Jean-Pierre Kohut-Svelko
- Costumes : Christian Gasc
- Son : Dominique Hennequin et Jean-Louis Ughetto - Jean Gargonne (montage son)
- Durée : 82 minutes
- Date de sortie : France - 15 mai 1985

## Distribution
- Juliette Binoche : Nina/Anne Larrieux
- Lambert Wilson : Quentin
- Wadeck Stanczak : Paulot
- Jean-Louis Trintignant : Scrutzler
- Dominique Lavanant : Gertrude
- Anne Wiazemsky : l'administratrice
- Jean-Louis Vitrac : Fred
- Philippe Landoulsi : le régisseur
- Olimpia Carlisi : Olimpia
- Caroline Faro : Juliette
- Katsumi Furukata
- Arlette Gordon : la journaliste branchée
- Madeleine Marie
- Serge Martina : l'acteur de la pièce
- Michèle Moretti : Daisy
- Annie Noël
- Jacques Nolot : Max

## Distinctions
- Prix de la mise en scène pour André Téchiné au Festival de Cannes 1985[1]
- César du meilleur espoir masculin pour Wadeck Stanczak en 1986.
- Prix Romy-Schneider pour Juliette Binoche.